# Туманова (Юргамышский район)
Туманова — деревня в Юргамышском районе Курганской области. Входит в Вилкинский сельсовет.

## История
До 1917 года входила в состав Мишкинской волости Челябинского уезда Оренбургской губернии. По данным на 1926 год состояла из 175 хозяйств. В административном отношении входила в состав Маякского сельсовета Мишкинского района Челябинского округа Уральской области.

## Население
| 1989 | 2002 | 2010 |
| ---- | ---- | ---- |
| 170  | ↘164 | ↘127 |

По данным переписи 1926 года в деревне проживало 817 человек (370 мужчин и 447 женщин), в том числе: русские составляли 100 % населения.